# 下通古斯河

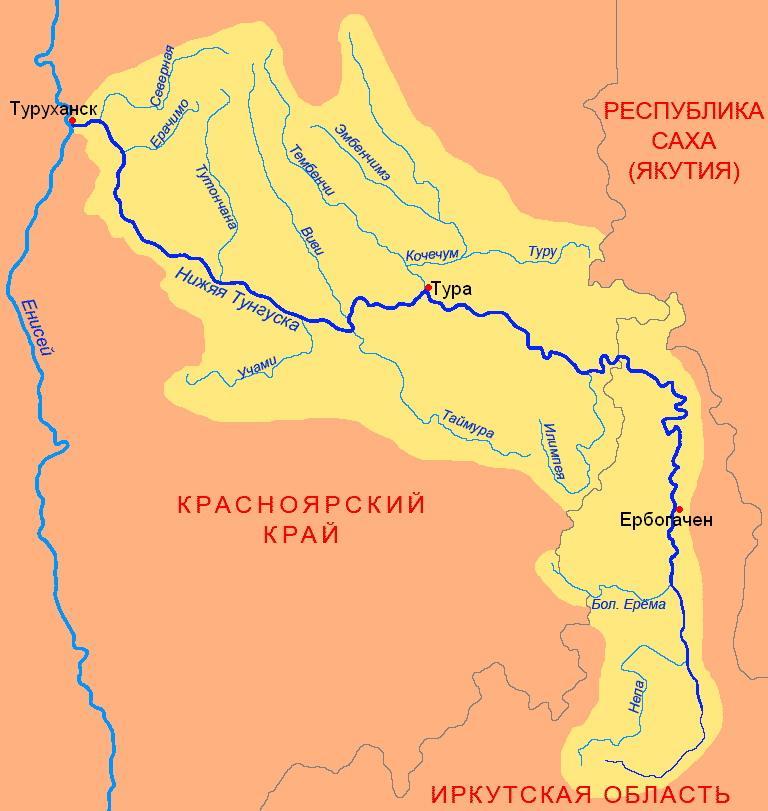

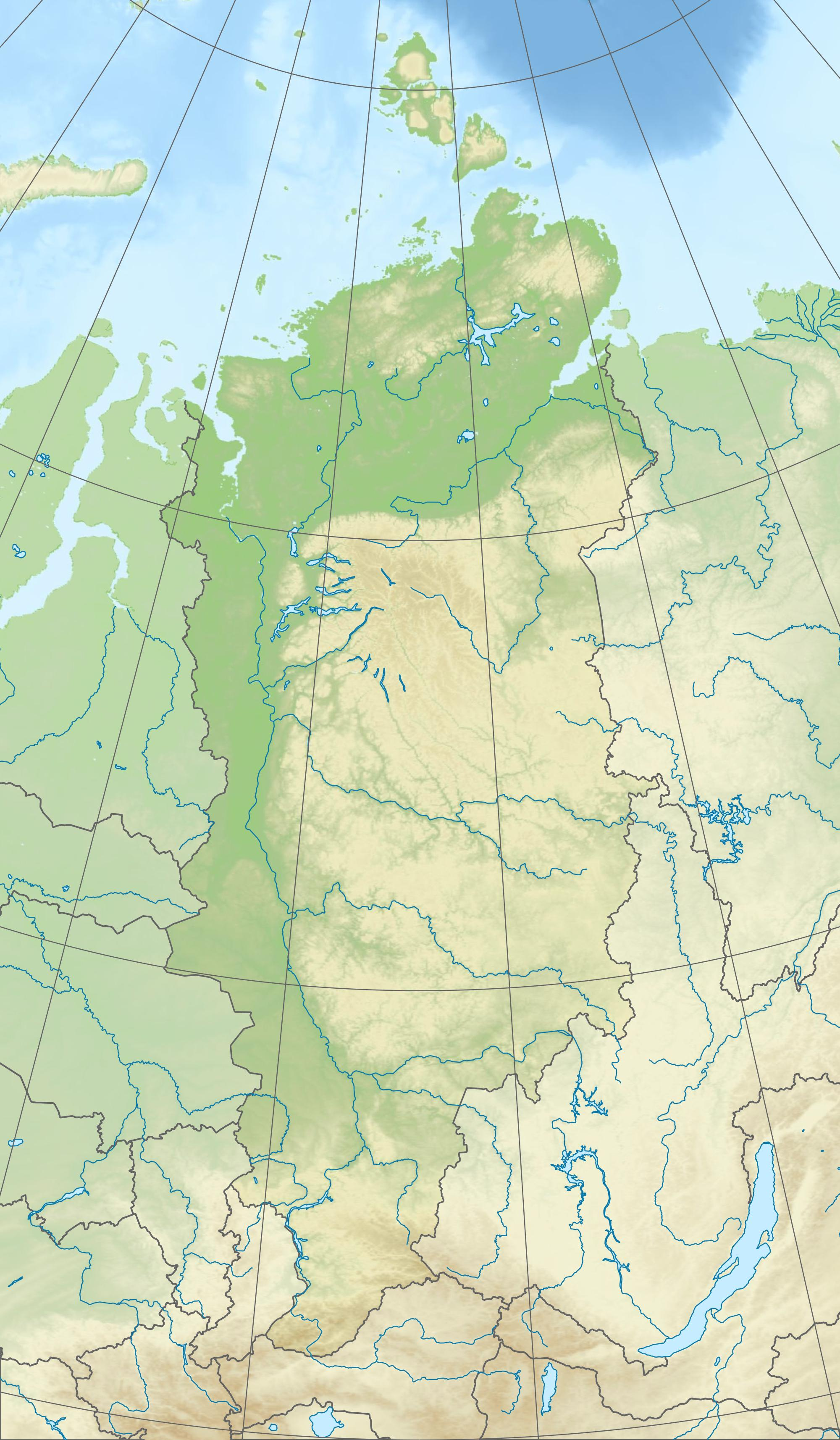

下通古斯河（俄语：Нижняя Тунгуска）是一條位於西伯利亞的河流。流經俄羅斯伊爾庫茨克州和克拉斯諾亞斯克邊疆區，全長2,989公里，是葉尼塞河的右支，在图鲁汉斯克汇入叶尼塞河。流经通古斯煤田，地质储量1.74兆吨。苏联规划建设图鲁汉斯克水电站，坝高超过200米，回水长度超过2000公里，安装20台单机百万kW机组，通过1300km以上的特高压输电线路接入西伯利亚电网。
1. ↑  肖庸:“苏联开始设计装机2000万千瓦的图鲁汉斯克水电站”，《水利水电技术》 , 1985 (7) :15